# سنت‌بورباش
سِنت‌بورباش (به مجاری:  Szentborbás) یک منطقهٔ مسکونی در مجارستان است که در ناحیه بارچ واقع شده‌است. سنت‌بورباش ۷٫۴۷ کیلومتر مربع مساحت و ۹۷ نفر جمعیت دارد.